# James Dellow
James Dellow, född 22 mars 1887, död 27 februari 1970, var en friidrottare från Kanada. Han deltog vid olympiska sommarspelen 1920.